# Bur Lintang (berg i Indonesien, lat 4,02, long 97,07)
Bur Lintang är ett berg i Indonesien.   Det ligger i provinsen Aceh, i den västra delen av landet, 1 600 km nordväst om huvudstaden Jakarta. Toppen på Bur Lintang är 1 666 meter över havet.
Terrängen runt Bur Lintang är kuperad åt nordväst, men åt sydost är den bergig.Runt Bur Lintang är det glesbefolkat, med 15 invånare per kvadratkilometer. I omgivningarna runt Bur Lintang växer i huvudsak städsegrön lövskog.